# Julius Schneider
Julius Schneider (ur. 5 marca 1925, zm. 2009) – niemiecki lekkoatleta, tyczkarz. 
Szesnasty zawodnik mistrzostw Europy (1954).
Dziewięciokrotny medalista mistrzostw Niemiec: 6 medali na stadionie (złoto w 1951, 1953, 1954, 1955 i 1956 oraz brąz w 1950) oraz 3 w hali (złoto w 1954, 1955 i 1956).
Dwukrotny rekordzista Niemiec w skoku o tyczce:
- 4,20 (28 lipca 1951, Düsseldorf)[4][5]
- 4,21 (10 września 1953, Ateny)[4]